# Carlo di Cosimo de' Medici

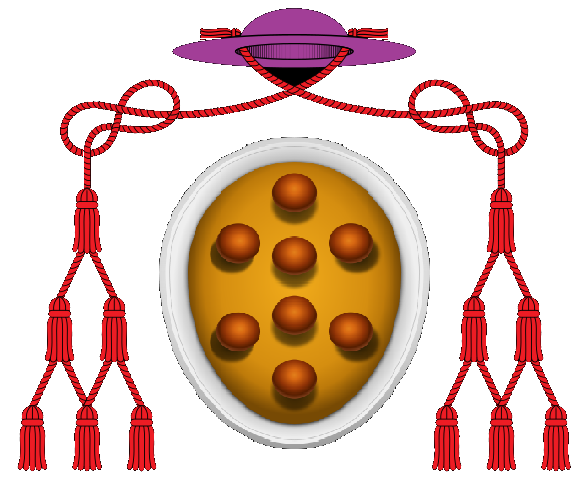
Stemma di Carlo di Cosimo de' Medici

Mons. Carlo di Cosimo de' Medici (Firenze, 1428 o 1430 – Firenze, 29 maggio 1492) è stato un presbitero e religioso italiano.

## Biografia
Carlo, nato nel 1428 o nel 1430, era figlio naturale di Cosimo de' Medici detto il Vecchio, avuto con una schiava circassa comprata a Venezia, di nome Maddalena. 
Fin dalla giovinezza fu avviato dal padre alla vita religiosa. Dopo essere divenuto Canonico della Metropolitana di Firenze dal 1450, fu nominato Pievano di Santa Maria in Mugello e di San Donato di Calenzano, qui nel 1460 fece realizzare l'armonioso chiostro.
Divenuto abate di San Salvatore a Vaiano tra il 1460/1470 circa, fu incaricato anche di fare il Collettore Generale e Nunzio in Toscana.
Nominato arciprete di Prato dal 1460 e nel 1463 ricevette la carica di Protonotaro apostolico. Nello stesso 1463 ottenne che Prato diventasse una prepositura nullius, ossia che  non fosse più dipendente in qualche modo dalla diocesi di Pistoia e quindi è considerato il precursore della moderna diocesi di Prato che sorgerà più tardi proprio dalla prepositura. 
Morì a Firenze il 29 maggio 1492.
Di lui ci resta un presunto ritratto di Andrea Mantegna, conservato agli Uffizi di Firenze. Cosimo I gli fece realizzare un monumento funebre nel Duomo di Prato da Vincenzo Danti.

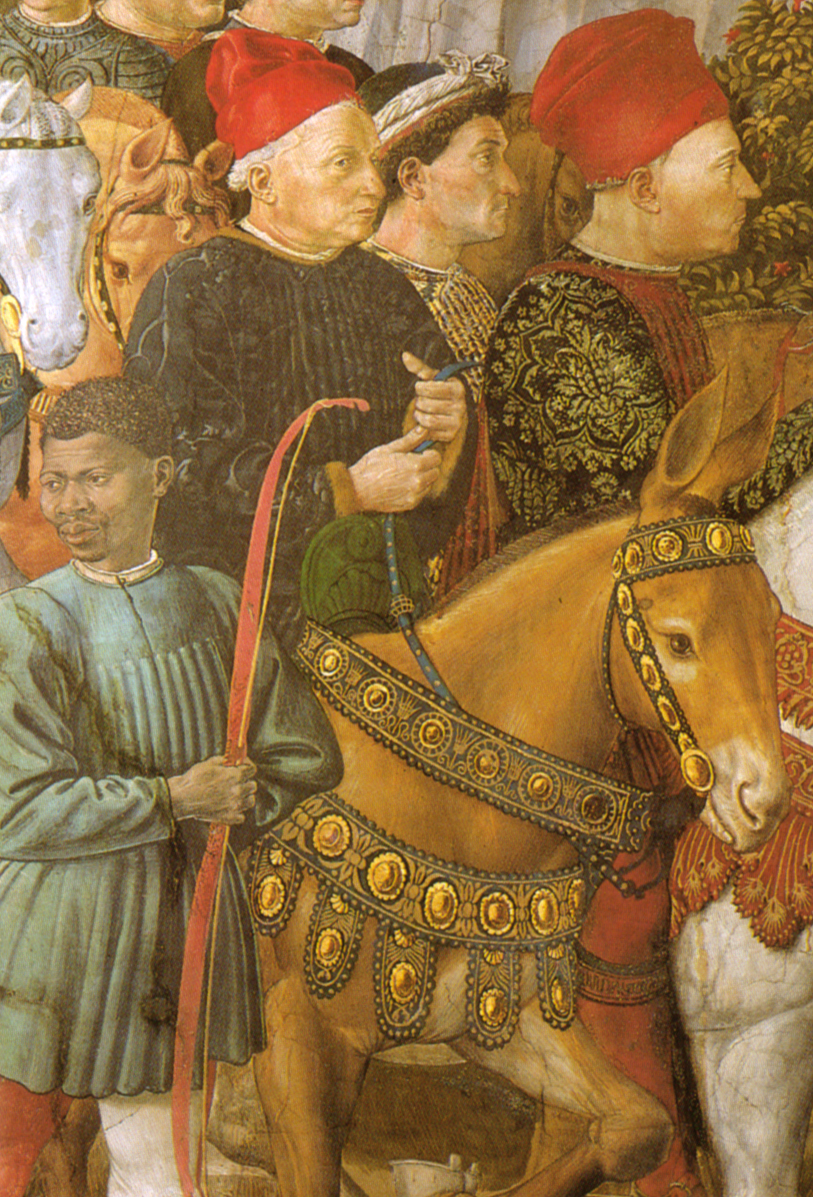
Carlo dovrebbe essere rappresentato negli affreschi di Benozzo Gozzoli nella Cappella dei Magi a Palazzo Medici Riccardi, al centro tra il padre Cosimo il Vecchio e il fratellastro Piero il Gottoso
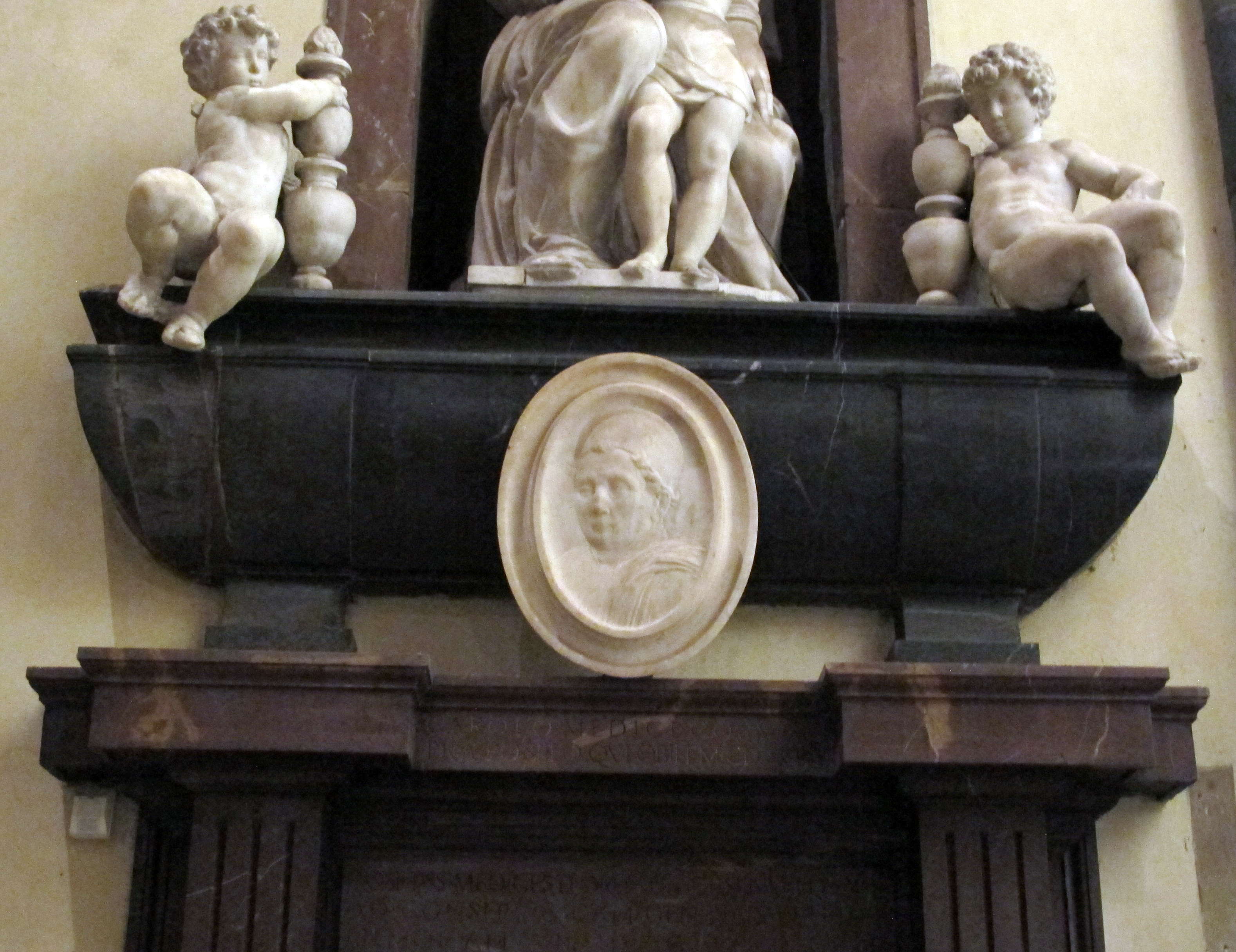
Monumento funebre nel Duomo di Prato

## Carlo de' Medici nella cultura di massa
- Carlo de' Medici, interpretato da Ray Fearon, è un antagonista della serie televisiva Da Vinci's Demons, in cui è un membro della malvagia società segreta "Il Labirinto" e viene ucciso dal protagonista Leonardo Da Vinci nella terza stagione della serie.
- Carlo appare anche nella seconda e nella terza stagione della serie televisiva I Medici, interpretato da Callum Blake.